# Kuruman (miasto)
Kuruman – miasto, zamieszkane przez 13 057 ludzi (2011), w Republice Południowej Afryki, w Prowincji Przylądkowej Północnej.
Miasto powstało w 1821 roku, jako stacja misyjna. Położone jest nad okresową rzeką Kuruman.